# Brodie Castle

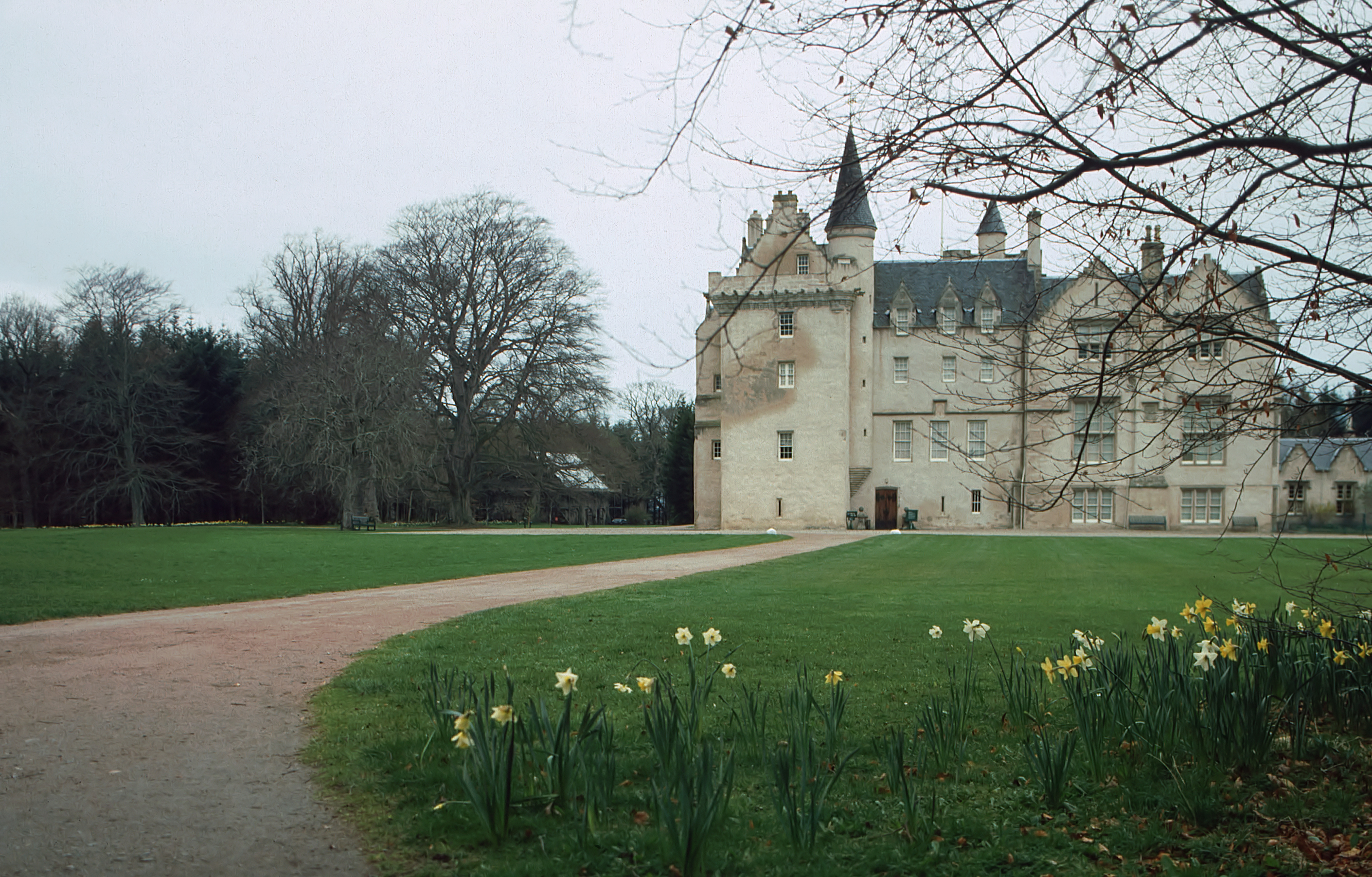
Brodie Castle (1992)

Brodie Castle ist ein schottisches Schloss zehn Kilometer nordöstlich von Nairn in der schottischen Council Area Highland und der Stammsitz des Brodie-Clans.

## Beschreibung

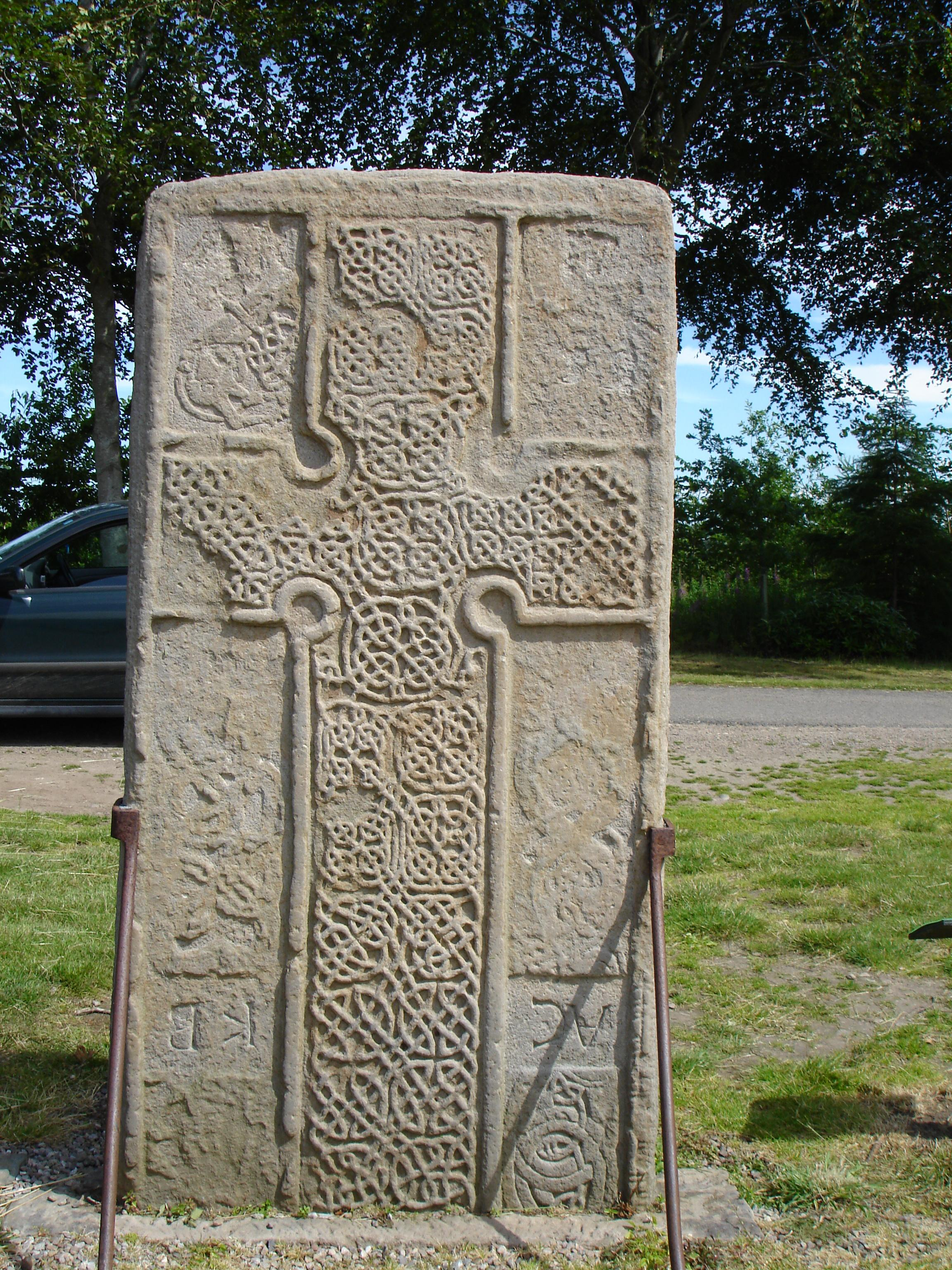
Rodney’s Stone

Den Kern des heutigen Schlosses mit drei Etagen bildet ein rechteckiger Wohnturm, der an zwei gegenüberliegenden Ecken runde Hängetürme mit fünf Geschossen besitzt und so einen Z-förmigen Grundriss aufweist. Ihm schließen sich im Westen und Osten je ein dreigeschossiger Gebäudeflügel unterschiedlicher Länge an. Die Küche im Kellergeschoss ist der älteste Teil des Gebäudes.
Der so genannte Salon ist das Prachtstück der Innenräume. Seine Wände sind in dunklem Blau gehalten, das einen starken Kontrast zum Weiß der reich verzierten Stuckdecke in Form eines Tonnengewölbes bilden.
Rund um das Schloss befindet sich ein 70 Hektar großer Park mit einem Teich, der in den 1730er Jahren angelegt wurde. Dort befindet sich auch Rodney’s Stone, ein Piktischer Symbolstein mit Cross Slab (Kreuzplatte) und Oghaminschrift.

## Geschichte
Die Burg wurde erstmals 1160 urkundlich erwähnt, doch detaillierte Quellen zur Geschichte der alten Burganlage fehlen, weil sie während des Englischen Bürgerkriegs verbrannten oder an einen unbekannten Ort gebracht wurden. 
Die heutige Anlage geht auf das Jahr 1567 zurück. Im frühen 17. Jahrhundert wurde das Kerngebäude durch einen westlichen Anbau erweitert. Das Schloss wurde während eines Angriffs durch Truppen von James Graham, 1. Marquess of Montrose unter der Führung Lewis Gordons, Marquess of Huntly, während des Bürgerkriegs 1645 durch ein Feuer schwer beschädigt, aber in den Folgejahren wieder aufgebaut.
Im 19. Jahrhundert kam ein östlicher Flügel im Neo-Tudorstil hinzu, für den der Architekt William Burn die Pläne entwarf.
Bis 1980 bewohnte die Familie Brodie das Anwesen, dann wurde es nach 820 Jahren privater Nutzung vom National Trust for Scotland übernommen. 2019 wurde Brodie Castle von rund 80.000 Personen besucht. 2024 betrug die Besucherzahl etwa 80.000 Personen. 1987 wurden die Außenanlagen in das Inventory of Gardens and Designed Landscapes in Scotland aufgenommen.